# Pulau Salura
Pulau Salura är en ö i Indonesien.   Den ligger i provinsen Nusa Tenggara Timur, i den södra delen av landet, 1 500 km öster om huvudstaden Jakarta. Arean är 6,3 kvadratkilometer.
Terrängen på Pulau Salura är lite kuperad. Öns högsta punkt är 304 meter över havet. Den sträcker sig 2,3 kilometer i nord-sydlig riktning, och 4,6 kilometer i öst-västlig riktning.